# Modisimus simoni
Modisimus david là một loài nhện trong họ Pholcidae. Loài này được phát hiện ở Venezuela.